# Wahlkreis Neuwied
Der Wahlkreis Neuwied (Wahlkreis 4) ist ein Landtagswahlkreis in Rheinland-Pfalz. Er umfasst die Stadt Neuwied sowie die Verbandsgemeinden Dierdorf und Puderbach, welche alle im Landkreis Neuwied liegen.

## Wahl 2021
Die Ergebnisse der Wahl zum 18. Landtag Rheinland-Pfalz vom 14. März 2021:
| Direktkandidaten                  | Partei           | Wahlkreisstimmen in % | Landesstimmen in % |
| --------------------------------- | ---------------- | --------------------- | ------------------ |
| Lana Horstmann                    | SPD              | 36,0                  | 36,6               |
| Pascal Badziong                   | CDU              | 29,3                  | 27,7               |
| Jan Bollinger                     | AfD              | 9,8                   | 9,8                |
| Dennis Mohr                       | FDP              | 5,7                   | 5,4                |
| Oliver Köppl                      | Grüne            | 8,8                   | 8,0                |
| Tobias Härtling                   | Die Linke        | 3,6                   | 2,8                |
| Stephan Wefelscheid               | Freie Wähler     | 6,8                   | 4,7                |
| –                                 | Piraten          | –                     | 0,5                |
| –                                 | ÖDP              | –                     | 0,5                |
| –                                 | Klimaliste       | –                     | 0,5                |
| –                                 | Die PARTEI       | –                     | 1,1                |
| –                                 | Tierschutzpartei | –                     | 1,7                |
| –                                 | Volt             | –                     | 0,7                |
| Wahlberechtigte: 66.366 Einwohner |                  |                       |                    |
| Wahlbeteiligung: 56,6 %           |                  |                       |                    |

- Lana Horstmann (SPD) wurde direkt gewählt.
- Jan Bollinger (AfD) wurde über die Landesliste (Listenplatz 2) gewählt.
- Stephan Wefelscheid (Freie Wähler) wurde über die Landesliste (Listenplatz 2) gewählt.

## Wahl 2016
Die Ergebnisse der Wahl zum 17. Landtag Rheinland-Pfalz vom 13. März 2016:
| Direktkandidaten                  | Partei       | Wahlkreisstimmen | Landesstimmen |
| --------------------------------- | ------------ | ---------------- | ------------- |
| Fredi Winter                      | SPD          | 38,5 %           | 38,3 %        |
| Jörg Röder                        | CDU          | 30,8 %           | 30,5 %        |
| Regine Wilke                      | GRÜNE        | 4,8 %            | 4,3 %         |
| Sven Störmer                      | FDP          | 5,2 %            | 5,5 %         |
| Jochen Bülow                      | DIE LINKE    | 3,7 %            | 3,2 %         |
| Udo Franz                         | FREIE WÄHLER | 4,2 %            | 2,1 %         |
| Jan Bollinger                     | AfD          | 12,7 %           | 13,7 %        |
| –                                 | Sonstige     | –                | 2,4 %         |
| Wahlberechtigte: 67.495 Einwohner |              |                  |               |
| Wahlbeteiligung: 63,3 %           |              |                  |               |

- Fredi Winter (SPD) wurde direkt gewählt. Am 7. Juni 2019 legte er das Landtagsmandat nieder, sein Nachfolger wurde Sven Lefkowitz.[4]
- Jan Bollinger (AfD) wurde über die Landesliste (Listenplatz 3) gewählt.

## Wahl 2011
Die Ergebnisse der Wahl zum 16. Landtag Rheinland-Pfalz vom 27. März 2011:
| Direktkandidaten                  | Partei         | Wahlkreisstimmen | Landesstimmen |
| --------------------------------- | -------------- | ---------------- | ------------- |
| Fredi Winter                      | SPD            | 45,0 %           | 39,7 %        |
| Martin Hahn                       | CDU            | 32,4 %           | 33,1 %        |
| Jochen Koop                       | FDP            | 3,8 %            | 4,0 %         |
| Regine Wilke                      | GRÜNE          | 12,8 %           | 14,9 %        |
| Gunter Fröhlich                   | DIE LINKE      | 4,0 %            | 3,3 %         |
| Paul Peter Baum                   | Einzelbewerber | 2,0 %            | –             |
| –                                 | Sonstige       | –                | 5,1 %         |
| Wahlberechtigte: 68.266 Einwohner |                |                  |               |
| Wahlbeteiligung: 56,3 %           |                |                  |               |

- Fredi Winter (SPD) wurde direkt gewählt.[5]

## Wahl 2006
Die Ergebnisse der Wahl zum 15. Landtag Rheinland-Pfalz vom 26. März 2006:
| Direktkandidaten                  | Partei   | Wahlkreisstimmen | Landesstimmen |
| --------------------------------- | -------- | ---------------- | ------------- |
| Fredi Winter                      | SPD      | 48,9 %           | 49,6 %        |
| Michael Kahn                      | CDU      | 36,8 %           | 31,4 %        |
| Alfons Kessler                    | FDP      | 6,4 %            | 6,9 %         |
| Ralf Seemann                      | GRÜNE    | 4,9 %            | 3,6 %         |
| Gustav Gehrmann                   | WASG     | 3,0 %            | 2,4 %         |
| –                                 | Sonstige | –                | 6,1 %         |
| Wahlberechtigte: 68.871 Einwohner |          |                  |               |
| Wahlbeteiligung: 53,1 %           |          |                  |               |

- Direkt gewählt wurde Fredi Winter (SPD).[7]

## Wahlkreissieger
| Wahl | Name           | Partei | Stimmenanteil |
| ---- | -------------- | ------ | ------------- |
| 1991 | Sigurd Remy    | SPD    | 51,9 %        |
| 1996 | Sigurd Remy    | SPD    | 45,7 %        |
| 2001 | Sigurd Remy    | SPD    | 48,1 %        |
| 2006 | Fredi Winter   | SPD    | 48,9 %        |
| 2011 | Fredi Winter   | SPD    | 45,0 %        |
| 2016 | Fredi Winter   | SPD    | 38,5 %        |
| 2021 | Lana Horstmann | SPD    | 36,0 %        |